# Buried Secrets
Buried Secrets je druhé EP skupiny Painkiller, vydané v roce 1992. Album produkoval John Zorn, saxofonista skupiny. V roce 1998 album vyšlo společně s EP Guts of a Virgin na jednom CD. Rovněž vyšlo jako součást box setu Collected Works. Jeho nahrávání probíhalo v srpnu a říjnu 1991 v Greenpointu v Brooklynu.

## Seznam skladeb
| Pořadí         | Název            | Délka |
| -------------- | ---------------- | ----- |
| 1.             | Tortured Souls   | 1:52  |
| 2.             | One-Eyed Pessary | 1:50  |
| 3.             | Trailmarker      | 0:03  |
| 4.             | Blackhole Dub    | 3:29  |
| 5.             | Buried Secrets   | 6:13  |
| 6.             | The Ladder       | 0:22  |
| 7.             | Executioner      | 2:48  |
| 8.             | Black Chamber    | 2:28  |
| 9.             | Skinned          | 0:54  |
| 10.            | The Toll         | 6:25  |
| Celková délka: | Celková délka:   | 26:24 |

## Obsazení
- John Zorn – altsaxofon, zpěv
- Bill Laswell – baskytara
- Mick Harris – bicí, zpěv
- Justin Broadrick – kytara, bicí automat, zpěv
- G.C. Green – baskytara